# Hela Sverige bakar, säsong 1 (2012)
Hela Sverige bakar var den första säsongen av TV-programmet Hela Sverige bakar som sändes i Sjuan med start den 20 september 2012. Juryn bestod av Johan Sörberg och Birgitta Rasmusson och programledare var  Tilde de Paula Eby.
Varje vecka har ett tema där deltagarna ska klara av två utmaningar. Först ut är paradbaket där de bakar ett eget, recept. Sedan ska de ta sig an den tekniska utmaningen där det gäller för dem att återskapa jurymedlemmarnas egna bakverk. Juryn avgör, efter en provsmakning, vem som lyckats bäst i både sitt paradbak och i den tekniska utmaningen. Den personen koras till veckans Stjärnbagare. Varje vecka måste också någon lämna tävlingen tills bara tre personer är kvar i finalen.
Vinnare blev den 24-årige säljaren från Täby - Christina Gyllner. Vinnaren får ge ut en egen bakbok.

## Deltagare
Nedan presenteras deltagarna från den andra säsongen. Informationen om deltagarna gäller när säsongen spelades in.
| Deltagare           | Ålder | Sysselsättning    | Ort          |
| ------------------- | ----- | ----------------- | ------------ |
| Charlotta Hellström | 41    | Hemmafru          | Stora Mellby |
| Peter Berg          | 48    | Marknadsknalle    | Edsbruk      |
| Ronnie Nilsson      | 40    | Landskapsarkitekt | Uppsala      |
| Christina Gyllner   | 24    | Säljare           | Täby         |
| Elin Werjefelt      | 28    | Lärare            | Solna        |
| AnnCharlotte Jensen | 53    | Konsult           | Stora Sundby |
| Emelie Ullberg      | 23    | Brandman          | Piteå        |
| Martin Jansson      | 34    | Lärarassistent    | Strömstad    |
| Maria Ahlin         | 26    | Stylist           | Nykvarn      |
| Nina Hermansen      | 40    | Designer          | Fjärdhundra  |
| Paulo Sebastiao     | 27    | IT-konsult        | Stockholm    |
| Josephine Palm      | 25    | Fastighetskonsult | Stockholm    |

## Tittarsiffror
| Nr | Datum             | TV-tittare |
| -- | ----------------- | ---------- |
| 1  | 20 september 2012 | 767 000    |
| 2  | 27 september 2012 | 602 000    |
| 3  | 4 oktober 2012    | 594 000    |
| 4  | 11 oktober 2012   | 590 000    |
| 5  | 18 oktober 2012   | 584 000    |
| 6  | 25 oktober 2012   | 655 000    |
| 7  | 1 november 2012   | 610 000    |
| 8  | 8 november 2012   | 607 000    |
| 9  | 15 november 2012  | 619 000    |
| 10 | 22 november 2012  | 746 000    |

Källa: MMS 

## Utslagning
| Christina Gyllner   | ☆        |          |          |          |          |          | ☆        | ☆        | ☆        | VINNARE |
| Joesphine Palm      |          | ☆        |          | ☆        |          |          |          |          |          | Tvåa    |
| Ronnie Nilsson      |          |          | ☆        |          | ☆        |          |          |          |          | Tvåa    |
| Elin Werjefelt      |          |          |          |          |          | ☆        |          |          | UTSLAGEN |         |
| Emelie Ullberg      |          |          |          |          |          |          |          | UTSLAGEN |          |         |
| Martin Jansson      |          |          |          |          |          |          | UTSLAGEN |          |          |         |
| Nina Hermansen      |          |          |          |          |          | UTSLAGEN |          |          |          |         |
| Paulo Sebastiao     |          |          |          |          | UTSLAGEN |          |          |          |          |         |
| AnnCharlotte Jensen |          |          |          | UTSLAGEN |          |          |          |          |          |         |
| Maria Ahlin         |          |          | UTSLAGEN |          |          |          |          |          |          |         |
| Charlotta Hellström |          | UTSLAGEN |          |          |          |          |          |          |          |         |
| Peter Berg          | UTSLAGEN |          |          |          |          |          |          |          |          |         |

 ☆  Veckans stjärnbagare